# Quelle famille ! (série télévisée, 1969)
 (avril 2025).
Pour les articles homonymes, voir Quelle famille.
Ne pas confondre avec Quelle famille !, une série télévisée française des années 1960.
Quelle famille ! est une série télévisée québécoise en 179 épisodes, de vingt-cinq minutes diffusée du 7 septembre 1969 au 19 mai 1974 à la télévision de Radio-Canada.
La série est diffusée en France sous le titre Les Tremblay, quelle famille ! à partir du 19 juin 1972 sur la 2e chaîne de l'ORTF.
Ce téléroman québécois abordait des questions sociales parfois taboues et s'intéressait par exemple à l'éveil amoureux, les problèmes de couple, le désir des femmes d'intégrer le marché du travail, les conflits intergénérationnels. L'émission a connu un important succès dans les années 1970, aussi bien au Québec que dans la francophonie européenne.

## Synopsis
Écrite par Janette Bertrand et Jean Lajeunesse, Quelle Famille! est l'histoire de la famille Tremblay, une famille du quartier Rosemont à Montréal aux prises avec les aléas de tous ses membres, surtout des cinq enfants qui vivent la Révolution tranquille et le « Peace and Love ». La particularité de l'émission était qu'un des personnages avait toujours cette même réplique finale à la fin de l'émission : « Quelle famille ! ».

## Distribution
- Janette Bertrand : Fernande Tremblay
- Jean Lajeunesse : Gérard Tremblay
- Michel Noël : Émile Brodeur
- Olivette Thibault : Antoinette Brodeur
- Nana de Varennes : Mémère
- Ghislaine Paradis : Nicole Tremblay
- Robert Toupin : Germain Tremblay
- Isabelle Lajeunesse : Isabelle Tremblay
- Martin Lajeunesse : Martin Tremblay
- Joanne Verne : Marie-Josée Tremblay
- Paul Guèvremont : Anthime
- Clémence DesRochers : Gaby
- Ovila Légaré : Grand-père Tremblay
- Gilles Pellerin : Tancrède
- André Cartier : Alain Martel
- Juliette Petrie : Mignonne
- Macaire le chien :  lui-même

## Scénaristes
- Janette Bertrand
- Jean Lajeunesse

## Réalisation
- Aimé Forget

## Épisodes
Le téléroman Quelle famille ! est composé de 169 titres à un épisode et 5 titres à deux épisodes pour un total de 174 titres répartis sur 179 épisodes. Le premier épisode de l'émission fut diffusé le dimanche 7 septembre 1969 à 19 h.
Chaque épisode comprend généralement la distribution régulière de la famille Tremblay: Janette Bertrand (Fernande Tremblay); Isabelle Lajeunesse (Isabelle Tremblay); Jean Lajeunesse (Gérard Tremblay); Martin Lajeunesse (Martin Tremblay); Ghislaine Paradis (Nicole Tremblay); Robert Toupin (Germain Tremblay); et Joanne Verne (Marie-Josée Tremblay).

### Première saison (1969-1970)
La première saison de Quelle Famille ! est composée des 38 épisodes suivants :
| №        | Titre                                   | Distribution additionnelle | Première diffusion            |
| -------- | --------------------------------------- | --- | ----------------------------- |
| 1        | La Rentrée des classes                  | Michel Noël (le grand-père Brodeur) Olivette Thibault (la grand-mère Brodeur) Nana de Varennes (l'arrière-grand-mère) | 7 septembre 1969              |
| 2        | Maternité et gymnastique prénatale      | | 14 septembre 1969             |
| 3        | Un Hippie                               | André Cartier (Alain Martel) | 21 septembre 1969             |
| 4        | Rendez-vous dans une discothèque        | Jean-Denis Leduc (un policier) | 28 septembre 1969             |
| 5        | Fernande veut s'inscrire à l'université | Michel Noël (le grand-père Brodeur) Olivette Thibault (la grand-mère Brodeur) Nana de Varennes (l'arrière-grand-mère) | 5 octobre 1969                |
| 6        | L'Anniversaire d'Isabelle               | Nicole Baillargeon (figurante) Marcel Beauchamp (figurant) Paule Bonin (figurante) Jean-Victor Brosseau (figurante) André Cartier (Alain Martel) Hélène Lafleur (figurante) Annie Raymond (figurante) Louise Rinfret (figurante) Georges Toupin (figurant) Raymond Toupin (figurant) Richard Toupin (figurant)                                                   | 12 octobre 1969               |
| 7        | Camping au Mont Washington              | André Cartier (Alain Martel) Jean Chicoine (François) Michel Noël (le grand-père Brodeur) Olivette Thibault (la grand-mère Brodeur) Nana de Varennes (l'arrière-grand-mère) | 19 octobre 1969               |
| 8        | Marie-Josée se croit adoptée            | Jean Chicoine (François) | 26 octobre 1969               |
| 9        | Chasse à Saint-Zénon                    | Gilles Pellerin (Tancrède) | 2 novembre 1969               |
| 10       | Une Amie pour Germain                   | Martine Barn (amie de Nicole et d'Isabelle) Claudette Delorimier (ami de Nicole et d'Isabelle) Louise Matteau (amie de Nicole et d'Isabelle) Yvonne Moisan (amie de Nicole et d'Isabelle) Michel Noël (le grand-père Brodeur) Véronique O'Leary (amie de Nicole et d'Isabelle) Olivette Thibault (la grand-mère Brodeur) Nana de Varennes (l'arrière-grand-mère) | 9 novembre 1969               |
| 11       | Le Plat de bonbons a disparu            | Michel Noël (le grand-père Brodeur) Olivette Thibault (la grand-mère Brodeur) Nana de Varennes (l'arrière-grand-mère) | 16 novembre 1969              |
| 12       | De la Mari à vendre                     | Jean Chicoine (François) | 23 novembre 1969              |
| 13       | Noces à Saint-Zénon                     | Bernard Assiniwi (figurant) Maurice Beaupré (figurant) Madeleine Davis (figurante) Ernest Guimond (figurant) Gilles Pellerin (Tancrède) Olivette Thibault (la grand-mère Brodeur) | 30 novembre 1969              |
| 14       | Accident d'auto                         | Michel Noël (le grand-père Brodeur) Olivette Thibault (la grand-mère Brodeur) Nana de Varennes (l'arrière-grand-mère) | 7 décembre 1969               |
| 15       | Nicole et Alain                         | André Cartier (Alain Martel) Michel Noël (le grand-père Brodeur) Olivette Thibault (la grand-mère Brodeur) Nana de Varennes (l'arrière-grand-mère) | 14 décembre 1969              |
| 16       | Emprunter pour donner                   | Olivette Thibault (la grand-mère Brodeur) Nana de Varennes (l'arrière-grand-mère) | 21 décembre 1969              |
| 17       | La Bénédiction du Jour de l'An          | Monique Chabot (une cousine de Gérard) Suzanne Langlois (Georgette) Lucille Lauzon (une cousine de Gérard) Ovila Légaré (le grand-père Tremblay) Christine Lemaire (figurante) Gilles Pellerin (Tancrède) Louise Pratte (figurante) Marc-André Rivard (figurant) Daniel Robillard (figurant)                                                                     | 28 décembre 1969              |
| 18       | Une Batterie en cadeau                  | Jean Chicoine (François) Luce Guilbeault (une voisine) Michel Noël (le grand-père Brodeur) Jean Ricard (un policier) Olivette Thibault (la grand-mère Brodeur) Nana de Varennes (l'arrière-grand-mère) | 4 janvier 1970                |
| 19       | Réunion d'amis                          | André Cartier (Alain Martel) Jean Chicoine (François) Marie-France Legendre (une amie de Germain) | 11 janvier 1970               |
| 2        | Mauvaise grippe                         | Michel Noël (le grand-père Brodeur) Olivette Thibault (la grand-mère Brodeur) Nana de Varennes (l'arrière-grand-mère) | 18 janvier 1970               |
| 21       | L'Équipement de ski                     | Jean Chicoine (François) | 25 janvier 1970               |
| 22       | Nicole va rejoindre Alain               | André Cartier (Alain Martel) Michel Noël (le grand-père Brodeur) Olivette Thibault (la grand-mère Brodeur) Nana de Varennes (l'arrière-grand-mère) | 1er février 1970              |
| 23       | Martin est malade                       | Marc-André Rivard (Luc) | 8 février 1970                |
| 24       | Germain veut abandonner ses études      | Michel Noël (le grand-père Brodeur) Olivette Thibault (la grand-mère Brodeur) Nana de Varennes (l'arrière-grand-mère) | 15 février 1970               |
| 25       | Marie-Josée se dit malade               | Louise Pratte (Nanie) Gisèle Prendergast (Catherine) | 22 février 1970               |
| 26       | François invite Isabelle                | Jean Chicoine (François) | 1er mars 1970                 |
| 27       | Visite du grand-père Tremblay           | Paul Guèvremont (Anthime) Ovila Légaré (le grand-père Tremblay) Michel Noël (le grand-père Brodeur) Olivette Thibault (la grand-mère Brodeur) Nana de Varennes (l'arrière-grand-mère) | 8 mars 1970                   |
| 28       | L'Ancien prétendant                     | Roland Chenail (Roméo Lapointe) Micheline Herbart (la serveuse) Françoise Lemaître-Auger (figurante) Yolande Marchessault (figurante) Philippe Reynal (le barman) Lenie Scoffie (figurante) Joseph St-Gelais (figurant) | 15 mars 1970                  |
| 29       | Les Emplettes                           | André Cartier (Alain Martel) | 22 mars 1970                  |
| 30       | Diète amaigrissante                     | Fernande Giroux (l'assistante du directeur) Jacques Godin (le directeur du centre de santé) Michel Noël (le grand-père Brodeur) Olivette Thibault (la grand-mère Brodeur) Nana de Varennes (l'arrière-grand-mère) | 29 mars 1970                  |
| 31 et 32 | Mireille est enceinte                   | Rita Bibeau (Louise Brodeur) Marguerite Lemire (Mireille Brodeur) Jacques Morin (Daniel) Michel Noël (le grand-père Brodeur) Olivette Thibault (la grand-mère Brodeur) Lionel Brodeur (Robert Brodeur) | 5 avril 1970 et 12 avril 1970 |
| 33       | Nicole a 18 ans                         | André Cartier (Alain Martel) | 19 avril 1970                 |
| 34       | Isabelle garde la bébé de la voisine    | Yvan Canuel (M. Ferland) Jean Chicoine (François) Lucille Papineau (Mme Ferland) | 26 avril 1970                 |
| 35       | La Vente de l'auto                      | Georges Bouvier (l'acheteur de l'auto) Michel Noël (le grand-père Brodeur) Olivette Thibault (la grand-mère Brodeur) Nana de Varennes (l'arrière-grand-mère) | 26 avril 1970                 |
| 36       | La Fête des mères                       | Marjolaine Hébert (Marguerite) Michel Noël (le grand-père Brodeur) Olivette Thibault (la grand-mère Brodeur) Nana de Varennes (l'arrière-grand-mère) | 3 mai 1970                    |
| 37       | Le Grand ménage                         | André Cartier (Alain Martel) Jean Chicoine (François) François Ladouceur (Benoît) Marie-Chantal Legendre (Véronique) Marie-Françoise Legendre (Martine) | 17 mai 1970                   |
| 38       | Un chalet à Saint-Zénon                 | Donald Lautrec (Lauzon) Ovila Légaré (le grand-père Tremblay) Gilles Pellerin (Tancrède) | 24 mai 1970                   |

### Deuxième saison (1970-1971)
La deuxième saison de Quelle Famille est composée des 36 épisodes suivants :
| №      | Titre                                             | Distribution additionnelle | Première diffusion     |
| ------ | ------------------------------------------------- | --- | ---------------------- |
| 1      | Martin perdu dans les bois                        | Ovila Légaré (le grand-père Tremblay) Jean-Pierre Masson (un cultivateur) et Gilles Pellerin (Tancrède) | 6 septembre 1970       |
| 2      | Enquête sur les parents                           | Michel Noël (le grand-père Brodeur) Olivette Thibault (la grand-mère Brodeur) et Nana de Varennes (l'arrière-grand-mère) | 13 septembre 1970      |
| 3      | Le Professeur de mathématiques                    | André Cartier (Alain Martel) Jean Chicoine (François) François Ladouceur (Benoît) François Pratte (Guy) et Paul Savoie (le professeur de mathématiques) | 20 septembre 1970      |
| 4      | Les Mots                                          | André Cartier (Alain Martel) et Normand Morin (un policier) | 27 septembre 1970      |
| 5      | Les Fréquentations de Nicole et d'Isabelle        | Jean-Rok Achard (un ami) Marcel Beauchamp (un ami) Paule Bonin (une amie) Claude Brosseau (un ami) André Cartier (Alain Martel) Jean Chicoine (François) Martin Desprès (un ami) Danièle Paradis (une amie) Louise Pesant (une amie) Louise Rinfret (une amie) Serge Thériault (Étienne Allaire) Georges Toupin (un ami) Normand Toupin (un ami) et Richard Toupin (un ami) | 4 octobre 1970         |
| 6      | Marie-Josée devient adolescente                   | Nicole Kerjean (figurante) | 11 octobre 1970        |
| 7      | L'Anniversaire de Germain                         | Jean Chicoine (François) et Louise Gamache (Louise) | 25 octobre 1970        |
| 8 et 9 | L'Accouchement de Mireille                        | Marguerite Lemire (Mireille Brodeur) Michel Noël (le grand-père Brodeur) Olivette Thibault (la grand-mère Brodeur) Nana de Varennes (l'arrière-grand-mère) et Lionel Villeneuve (Robert Brodeur) | 1er et 8 novembre 1970 |
| 10     | L'Adoption                                        | Monique Chabot (la travailleuse sociale) Marguerite Lemire (Mireille Brodeur) Michel Noël (le grand-père Brodeur) Olivette Thibault (la grand-mère Brodeur) Nana de Varennes (l'arrière-grand-mère) et Lionel Villeneuve (Robert Brodeur) | 15 novembre 1970       |
| 11     | Manifestation anti-pollution                      | Yvon Leblanc (la voix de l'annonceur) et Nana de Varennes (l'arrière-grand-mère) Diffusion : le dimanche 22 novembre 1970 |                        |
| 12     | La Danseuse à gogo                                | Clémence DesRochers (Gaby Nantais) Ovila Légaré (le grand-père Tremblay) José Rettino (un bûcheron) et Philippe Reynald (un bûcheron) | 29 novembre 1970       |
| 13     | Week-end à Québec                                 | Lucille Bélair (figurante) Georges Belisle (figurante) André Cartier (Alain Martel) Jean Chicoine (François) Michèle Derny (figurante) Marc Favreau (un garçon de table) Louise Gamache (Louise) et Roger Guertin (figurant) | 6 décembre 1970        |
| 14     | Les Enfants fument de la mari                     | | 13 décembre 1970       |
| 15     | Les Emplettes de Gérard                           | Amulette Garneau (une vendeuse) Monique Miller (Rollande Vézina) Michel Noël (le grand-père Brodeur) Olivette Thibault (la grand-mère Brodeur) et Nana de Varennes (l'arrière-grand-mère) | 20 décembre 1970       |
| 16     | La Réception de fin d'année de Marie-Josée        | Élizabeth Briand (Véronique) François Pratte (Michel) et Denis Roy (Pierre) | 27 décembre 1970       |
| 17     | Germain veut abandonner ses études                | Yves Allaire (un bûcheron) Jacques Charron (un bûcheron) Clémence DesRochers (Gaby Nantais) Armand Labelle (un bûcheron) Ovila Légaré (le grand-père Tremblay) Gilles Pellerin (Tancrède) Wayne Pomranski José Rettino (un bûcheron) et Philippe Reynald (un bûcheron) | 3 janvier 1971         |
| 18     | Nicole et Isabelle rencontrent deux jeunes hommes | Michel Noël (le grand-père Brodeur) Yvan Saintonge (Robert) Michel Sébastien (Jean) Olivette Thibault (la grand-mère Brodeur) et Nana de Varennes (l'arrière-grand-mère) | 10 janvier 1971        |
| 19     | L'Entorse de Gérard                               | Raymond Lévesque (un chauffeur de taxi) Michel Noël (le grand-père Brodeur) Olivette Thibault (la grand-mère Brodeur) et Nana de Varennes (l'arrière-grand-mère) | 17 janvier 1971        |
| 20     | Les Quarante ans de Fernande                      | Michel Noël (le grand-père Brodeur) Olivette Thibault (la grand-mère Brodeur) et Nana de Varennes (l'arrière-grand-mère) | 24 janvier 1971        |
| 21     | Le Don Juan de Nicole                             | Reynald Bouchard (Marcel) André Cartier (Alain Martel) Jean-Maurice Gélinas (Roger) Jocelyne Goyette (Monique) Robert Lalonde (Pierre Archambault) et Diane Pilon (Claire) | 31 janvier 1971        |
| 22     | La Famille rencontre Pierre                       | André Cartier (Alain Martel) Robert Lalonde (Pierre Archambault) Louise Rinfret (Loulou) et Serge Thériault (Étienne Allaire) | 7 février 1971         |
| 23     | Premier Chagrin d'amour                           | Robert Lalonde (Pierre Archambault) Michel Noël (le grand-père Brodeur) Olivette Thibault (la grand-mère Brodeur) et Nana de Varennes (l'arrière-grand-mère) | 14 février 1971        |
| 24     | Dispute entre Germain et Isabelle                 | François Bertrand (un étudiant) Jean-Claude Bertrand (un étudiant) Stéphane Boisjoli (Jean-Marc) Christine Brosseau (une étudiante) Thérèse Cartier (une étudiante) Jean Chicoine (François) Jacques Fournier (un étudiant) Diane Garcia (une étudiante) Huguette Nolin (une étudiante) Danièle Paradis (une étudiante) Paul Savoie (le professeur de mathématiques) Danièle Tessier (une étudiante) Charles Toupin (un étudiant) Georges Toupin (un étudiant) et Normand Toupin (un étudiant) | 21 février 1971        |
| 25     | La Fiancée du père de Gérard                      | Clémence DesRochers (Gaby Nantais) Ovila Légaré (le grand-père Tremblay) Michel Noël (le grand-père Brodeur) Olivette Thibault (la grand-mère Brodeur) et Nana de Varennes (l'arrière-grand-mère) | 28 février 1971        |
| 26     | Marie-Josée veut un baiser de son cousin          | Jean Chicoine (François) Sylvie Garcia (une amie de Marie-Josée) Robert Lalonde (Pierre Archambault) Diane Toupin (une amie de Marie-Josée) et Ghislain Tremblay (Ghislain Rondeau) | 7 mars 1971            |
| 27     | Hold-up                                           | André Cartier (Alain Martel) | 14 mars 1971           |
| 28     | La police poursuite Alain                         | André Cartier (Alain Martel) | 21 mars 1971           |
| 29     | Isabelle s'ennuie sans amoureux                   | Yan Barcelo (Benoît Riendeau) Georges Belisle (figurant) Yves Bernard (figurant) Claude Brunelle (figurant) Jean Chicoine (François) Robert du Parc (Laurier Archambault) Alain Gélinas (Laurent) Gabrielle Jean (figurante) Liliane Jolin (figurante) Micheline Lachance (figurante) Robert Lalonde (Pierre Archambault) Normand Morin (figurant) Louis-Marie Ouellette (figurant) Jean-Pierre Sygnal (figurant) et Luce Triganne (figurante) | 28 mars 1971           |
| 30     | Isabelle dîne chez le patron de son père          | Yan Barcelo (Benoît Riendeau) Yvon Dufour (Gaston Riendeau) et Béatrice Picard (Albertine Riendeau) | 4 avril 1971           |
| 31     | Les Poussins vivants                              | Michel Noël (le grand-père Brodeur) Olivette Thibault (la grand-mère Brodeur) et Nana de Varennes (l'arrière-grand-mère) | 11 avril 1971          |
| 32     | La Première cigarette de Martin                   | Michel Noël (le grand-père Brodeur) François Pratte (Michel) Olivette Thibault (la grand-mère Brodeur) et Nana de Varennes (l'arrière-grand-mère) | 18 avril 1971          |
| 33     | Les Mauvaises notes de Germain                    | Michel Noël (le grand-père Brodeur) Olivette Thibault (la grand-mère Brodeur) et Nana de Varennes (l'arrière-grand-mère) | 2 mai 1971             |
| 34     | La Fête des mères                                 | Marie-Thérèse Beaulieu (figurante) Georges Belisle figurant) Marie-Anik Brousseau (figurante) René Caron (Hormidas) Carmen Côté (figurante) Jean-Paul Daze (figurant) Colette Dorsay (sœur Beriza) Camille Ducharme (Eucher) Raymond Guilbault (figurant) Roland Jetté (figurant) René Ladouceur (figurant) Lucille Lauzon (figurante) Laurette Lebrun (figurante) Michel Noël (le grand-père Brodeur) Christiane Pasquier (Valérie) Marcel Payer (figurant) Nathalie St-Jean (figurante) Olivette Thibault (la grand-mère Brodeur) Nana de Varennes (l'arrière-grand-mère) Monique Venne-Boisjoli (figurante) et Jean-Guy Viau (figurant) | 9 mai 1971             |
| 35     | Le Testament de mémère                            | René Caron (Hormidas) Colette Dorsay (sœur Beriza) Camille Ducharme (Eucher) Michel Noël (le grand-père Brodeur) Olivette Thibault (la grand-mère Brodeur) et Nana de Varennes (l'arrière-grand-mère) | 16 mai 1971            |
| 36     | Le Camping                                        | Yan Barcelo (Benoît Riendeau) Robert Lalonde (Pierre Archambault) et Gérard Paradis (un campeur) | 23 mai 1971            |

### Troisième saison (1971-1972)
La troisième saison de Quelle Famille est composée des 32 épisodes suivants :
| №  | Titre                              | Distribution additionnelle | Première diffusion |
| -- | ---------------------------------- | --- | ------------------ |
| 1  | La Partie de pêche                 | | 5 septembre 1971   |
| 2  | Retour à l'école                   | Michel Noël (le grand-père Brodeur) Olivette Thibault (la grand-mère Brodeur) et Nana de Varennes (l'arrière-grand-mère) | 12 septembre 1971  |
| 3  | François aime toujours Isabelle    | Yan Barcelo (Benoît) Ginette Brodeur (figurante) Jean Chicoine (François) Suzanne Labrecque (figurante) Robert Lalonde (Pierre Archambault) François Lebarbe (figurant) Martin Lebarbe (figurant) et Jocelyne Payette (figurante) | 19 septembre 1971  |
| 4  | Le Mariage du père de Gérard       | Clémence DesRochers (Gaby Nantais-Tremblay) Paul Guèvremont (Anthime) et Ovila Légaré (le grand-père Tremblay) | 26 septembre 1971  |
| 5  | Chagrin d'amour                    | Marielle Bernard (figurante) Jacques Berhiaume (figurante) Marie Décarie (figurante) Nora Johnstone (figurante) Gilles Labrosse (figurant) Robert Lalonde (Pierre Archambault) Louise Lavigne (figurante) Yolande Marchessault (figurante) Jean Malaroy (figurant) Francine Montour (figurante) Marie Ouellet (figurante) Diane Pilon (l'amie de Pierre) Jacques Primeau (figurant) Claire Ranger (figurante) Josée Rochon (figurante) et André Viens (figurant) | 3 octobre 1971     |
| 6  | Fernande en a assez du désordre    | François Pratte (Michel) et Olivette Thibault (la grand-mère Brodeur) | 10 octobre 1971    |
| 7  | La Fidélité de Pierre              | Robert Lalonde (Pierre Archambault) | 17 octobre 1971    |
| 8  | La Disparition de mémère           | Louise April (une serveuse) Estelle Chouinard (figurante) Lise Hannequart (figurante) Michel Noël (le grand-père Brodeur) Jean-Louis Paris (Josaphat Lavallée) Danièle Quintal (figurante) Olivette Thibault (la grand-mère Brodeur) Nana de Varennes (l'arrière-grand-mère) et Alain Vleminckx (figurant) | 24 octobre 1971    |
| 9  | Le Drame des amours de Nicole      | Robert Lalonde (Pierre Archambault) | 31 octobre 1971    |
| 10 | Les amours d'Isabelle              | Yan Barcelo (Benoît Riendeau) Marie-Thérèse Beaulieu (figurante) Germaine Bougie (figurante) Madeleine Cardin (figurante) Liliane Couton (figurante) Madeleine Davis (figurante) Michèle Derny (figurante) Anne-Marie Ducharme (figurante) Yvon Dufour (M. Riendeau) Yvon Dupuis (figurant) Isabelle Gladu (figurante) Isabelle Gobeil (figurante) Doris Malcolm (figurante) Mary Mortar (figurante) et Béatrice Picard (Mme Riendeau) | 7 novembre 1971    |
| 11 | Le Téléphone cause des conflits    | Claude Michaud (un employé de la compagnie de téléphone) Michel Noël (le grand-père Brodeur) Olivette Thibault (la grand-mère Brodeur) | 14 novembre 1971   |
| 12 | Les Problèmes de Marie-Josée       | Louise April (la serveuse) Sylvie Garcia (Suzanne) Michel Noël (le grand-père Brodeur) Raymond Poulin (le gérant du magasin) Olivette Thibault (la grand-mère Brodeur) Diane Toupin (Marie-Claude) et Nana de Varennes (l'arrière-grand-mère) | 21 novembre 1971   |
| 13 | Germain taquine Isabelle           | François Bertrand (étudiant) Jean-Claude Bertrand (étudiant) Christiane Brosseau (étudiante) Micheline Cambron (étudiante) Jean Chicoine (François) Jacques Fournier (étudiant) Diane Garcia (étudiante) Jocelyne Goyette (Sigismonde) Marc Legault le professeur de biochimie) Normand Lévesque (le professeur de mathématiques) François Maréchal (étudiant) Huguette Nolin (étudiante) Danièle Paradis (étudiante) Danièle Rudel-Tessier (étudiante) Charles Toupin (étudiant) Georges Toupin (étudiant) Normand Toupin (étudiant) et Alain Venne (étudiant)                                 | 28 novembre 1971   |
| 14 | Gaby attend un bébé                | Clémence DesRochers (Gaby Nantais-Tremblay) Paul Guèvremont (Anthime) Ovila Légaré (le grand-père Tremblay) Jean-Pierre Masson (Rosaire) et Gilles Pellerin (Tancrède) | 5 décembre 1971    |
| 15 | Alain en prison                    | André Cartier (Alain Martel) Bertrand Gagnon (l'officier de classement) José Rettino (le gardien de prison) Alison Vallée (l'enfant du prisonnier) Bill Vallée (un prisonnier) Kimberly Vallée (l'enfant du prisonnier) et Manon Vallée (la femme du prisonnier) | 12 décembre 1971   |
| 16 | Les Cadeaux de Noël                | Michel Noël (le grand-père Brodeur) Olivette Thibault (la grand-mère Brodeur) et Nana de Varennes (l'arrière-grand-mère) | 19 décembre 1971   |
| 17 | Soirée au cinéma                   | François Bertrand (figurant) Jean-Claude Bertrand (figurant) Christiane Brosseau (figurante) Jacques Fournier (figurant) Elizabeth Jeodik (figurante) François Pratte (Michel) Danièle Rudel-Tessier (figurante) et Diane Toupin (Marie-Claude) | 26 décembre 1971   |
| 18 | Les Visites du Jour de l'An        | Adrien Avon (Omer) Caroline Barnwell (une cousine) Véronique Barnwell (une cousine) Maurice Beaupré (Léonidas) Jean-Noël Bourdouxhe (un cousin) Clémence DesRochers (Gaby Nantais-Tremblay) Denise Dubreuil (la femme de Rosaire) Paul Guèvremont (Anthime) Claudette Jarry (Claudette) Odette Lalonde (une cousine) Roger Landry (un cousin) Suzanne Langlois (Georgette Rondeau) Jean Lavigne (un cousin) Ovila Légaré (le grand-père Tremblay) Julien Lippé (Dieudonné) Jean-Pierre Masson (Rosaire) Suzanne Paradis (une cousine) Gilles Pellerin (Tancrède) et Danièle Pépin (une cousine) | 2 janvier 1972     |
| 19 | Rendez-vous surprise pour Germain  | François Chicoine (François) et Andrée Lalonde (Michou) | 9 janvier 1972     |
| 20 | Les Extravagances de mémère        | Michel Noël (le grand-père Brodeur) Jean-Louis Paris (Josaphat Lavallée) Olivette Thibault (la grand-mère Brodeur) et Nana de Varennes (l'arrière-grand-mère) | 16 janvier 1972    |
| 21 | Marie-Josée fait de la poésie      | Isabelle Blain (une élève) Christiane Brault (une élève) Jean Chicoine (François) Michèle Craig (une institutrice) Louise Deschatelets (une institutrice) Brigitte Deslippe (une élève) Suzanne Dion (une élève) Marie-Josée Dufour (une élève) Sylvie Favreau (une élève) Jacques Galipeau (le principal) Sylvie Garcia (Suzanne) Edmond Grignon (l'assistant du principal) Danièle Morneau (une élève) Olivette Thibault (la grand-mère Brodeur) Diane Toupin (Marie-Claude) Nana de Varennes (l'arrière-grand-mère) et Francine Verne (une institutrice)                                     | 23 janvier 1972    |
| 22 | Alain sort de prison               | Renée Bovet (figurante) André Cartier (Alain Martel) Danièle Favreau (figurante) Pierre Lamarre (figurant) Jacques Lemay (figurant) Michel Noël (le grand-père Brodeur) José Rettino (le gardien de prison) Olivette Thibault (la grand-mère Brodeur) et Nana de Varennes (l'arrière-grand-mère) | 30 janvier 1972    |
| 23 | La Jalousie du grand-père Tremblay | Clémence DesRochers (Gaby Nantais-Tremblay) Paul Guèvremont (Anthime) Ovila Légaré (le grand-père Tremblay) Jean-Pierre Masson (Rosaire) et Gilles Pellerin (Tancrède) | 20 février 1972    |
| 24 | La Comptabilité de la veuve        | | 12 mars 1972       |
| 25 | Leçon d'hypnotisme                 | | 19 mars 1972       |
| 26 | Grand-mère fait de l'hypnotisme    | Jean Chicoine (François) Colette Courtois (Blanche) Nini Durand (Claire) Michel Noël (le grand-père Brodeur) Jean-Louis Paris (Josaphat Lavallée) Madeleine Sicotte (Marie-Berthe) Olivette Thibault (la grand-mère Brodeur) et Nana de Varennes (l'arrière-grand-mère) | 26 mars 1972       |
| 27 | Mémère et Josaphat se querellent   | Louise April (une serveuse) Michel Noël (le grand-père Brodeur) Olivette Thibault (la grand-mère Brodeur) Jean-Louis Paris (Josaphat Lavallée) Juliette Pétrie (Mignonne) et Nana de Varennes (l'arrière-grand-mère) | 2 avril 1972       |
| 28 | Les Amours de Marie-Josée          | Daniel Dubé (Jean-Claude) | 23 avril 1972      |
| 29 | La Demande en mariage              | Denis André (l'ami de la prostituée) Paule Bayard (une prostituée) André Cartier (Alain Martel) et Raymond Guilbault (un pensionnaire) | 30 avril 1972      |
| 30 | Vingt ans de mariage               | André Cailloux (le maître d'hôtel) Michel Noël (le grand-père Brodeur) Olivette Thibault (la grand-mère Brodeur) Nana de Varennes (l'arrière-grand-mère) Jacques Zouvi (le garçon de table) | 7 mai 1972         |
| 31 | La Mort tragique d'Alain           | André Cartier (Alain Martel) et Guy L'Écuyer (le garagiste) | 14 mai 1972        |
| 32 | Discussion familiale               | Jean Chicoine (François) | 16 juillet 1972    |

### Quatrième saison (1972-1973)
La quatrième saison de Quelle Famille est composée des 37 épisodes suivants :
| №  | Titre                                | Distribution additionnelle | Première diffusion |
| -- | ------------------------------------ | --- | ------------------ |
| 1  | Martin vend du sucre à la crème      | Liliane Couton (une passante) Michel Noël (le grand-père Brodeur) Dominique Paré (Denis) François Pratte (Michel) Olivette Thibault (la grand-mère Brodeur) Nana de Varennes (l'arrière-grand-mère) et Édouard Wooley (un passant) | 3 septembre 1972   |
| 2  | Gaby perd son bébé                   | Clémence DesRochers (Gaby Nantais-Tremblay) et Ovila Légaré (le grand-père Tremblay) | 10 septembre 1972  |
| 3  | Les amours de Germain                | | 17 septembre 1972  |
| 4  | Isabelle, gardienne d'enfants        | Jean Brousseau (Norbert) Gaétan Labrèche (une voix) Louise Rémy (Mme Simon) et Mireille Rochon (une voix) | 24 septembre 1972  |
| 5  | Émile et l'âge de la retraite        | Roland Bédard (un retraité) Richard Nantel (un commis de bureau) Jean-Marie Moncelet (un étudiant) Michel Noël (le grand-père Brodeur) Suzanne Parayre (une étudiante) Claude Préfontaine (le patron d'Émile) Olivette Thibault (la grand-mère Brodeur) et Nana de Varennes (l'arrière-grand-mère) | 1er octobre 1972   |
| 6  | La Libération de la femme            | Louise April (la serveuse) Daniel Beauchemin (figurant) Hélène Charpentier (figurante) Mario Desmarais (Guy) Jean-Pierre Favreau (Marc) Carole Forget (figurante) Louise Forget (figurante) Marie Johnson (figurante) Yvon Laporte (figurant) Johanne Lefèvre (figurante) Gilbert Lepage (figurant) Suzanne Lévesque (Luce) Michel Maltais (figurant) Suzanne Ouellet (figurante) Claudine Papin (figurante) Christiane Pasquier (Valérie) Michèle-Marie Roussel (figurante) et Yolande Thouin (figurante) | 8 octobre 1972     |
| 7  | Marie-Josée fait de l'auto-stop      | Vincent Bilodeau (un homme) Paul Gamache (un policier) Jean Lelièvre (un homme) Denise Proulx (la mère de Marie-Claude) et Diane Toupin (Marie-Claude) | 15 octobre 1972    |
| 8  | Gérard et la mode                    | Jean-Pierre Kingsley (un vendeur) Roger Lebel (M. Dompierre) André Montmorency (un vendeur) Michel Noël (le grand-père Brodeur) Olivette Thibault (la grand-mère Brodeur) et Nana de Varennes (l'arrière-grand-mère) | 22 octobre 1972    |
| 9  | L'étrange comportement de Gaby       | Clémence DesRochers (Gaby Nantais-Tremblay) Paul Guèvremont (Anthime) Ovila Légaré (le grand-père Tremblay) Jean-Pierre Masson (Rosaire) et Gilles Pellerin (Tancrède) | 29 octobre 1972    |
| 10 | Nicole fait du bénévolat             | Julie Bohémier (une enfant) Margot Campbell (une infirmière) Éric Demers (un enfant) Frank Éric (un enfant) Anik Laplante (une enfant) Pascale Marquis (une enfant) Nicolas Millette (un enfant) Michel Noël (le grand-père Brodeur) Éric Paulhus (Jeannot Brodeur) Édith Robert (une enfant) Marie-Thérèse Rouget (une enfant) Paul St-Arnaud (un enfant) Olivette Thibault (la grand-mère Brodeur) Daniel Tremblay (Claude Routhier) et Nana de Varennes (l'arrière-grand-mère) | 5 novembre 1972    |
| 11 | Germain apprend son métier d'homme   | Marie-Thérèse Beaulieu (figurante) André Bertrand (le barman) Jean-Pierre Favreau (figurant) Gaston Gagnon (figurant) Robert Godin (figurant) Liliane Jolin (figurante) Albert Millaire (Guy Rougeau) et Christiane Pasquier (Valérie) | 12 novembre 1972   |
| 12 | Guérison d'un rhume                  | Michel Noël (le grand-père Brodeur) Olivette Thibault (la grand-mère Brodeur) et Nana de Varennes (l'arrière-grand-mère) | 19 novembre 1972   |
| 13 | L'Habitude de fumer                  | Michel Noël (le grand-père Brodeur) Olivette Thibault (la grand-mère Brodeur) et Nana de Varennes (l'arrière-grand-mère) | 26 novembre 1972   |
| 14 | Isabelle amoureuse                   | Daniel Tremblay (Claude Routhier) | 3 décembre 1972    |
| 15 | Les Déclarations du docteur Routhier | Jean Chicoine (François) Christiane Pasquier (Valérie) et Daniel Tremblay (Claude Routhier) | 10 décembre 1972   |
| 16 | Les Rêves de Marie-Josée             | Mme M. Brassard (un professeur de danse folklorique) Aline Desjardins (la commentatrice) Les Franginois (danseurs) Dominic Lavallée (un livreur) Claude Mérineau (un professeur de danse folklorique) Michel Noël (le grand-père Brodeur) Olivette Thibault (la grand-mère Brodeur) et Nana de Varennes (l'arrière-grand-mère) | 17 décembre 1972   |
| 17 | Noël à Saint-Zénon                   | Yves Allaire (figurant) Maurice Beaupré (Romuald) Denis Brosseau (figurant) Mme Jean Couture (figurante) Clémence DesRochers (Gaby Nantais-Tremblay) Christiane Dupuis (figurante) Gaston Gagnon (figurant) Patrick Gagnon (un bébé) Paul Guèvremont (Anthime) Serge Joly (figurant) Suzanne Langlois (Georgette) Claude Lazure (figurant) Ovila Légaré (le grand-père Tremblay) Guy Lelarge (figurant) Yolande Marchessault (figurante) Jean-Pierre Masson (Rosaire) Danielle Naud (figurante) Monique Patten (figurante) Gilles Pellerin (Tancrède) Jean Prieur (figurant) Christiane Raymond (figurante) Francine Ruel (figurante) Marcel Sabourin (le curé de Saint-Zénon) Danielle Senez (figurante) Dominique Senez (figurante) Louis Sincennes (figurant) Roger Sinclair (figurant) Michel Verhelst (figurant) et Diane Watier (figurante) | 24 décembre 1972   |
| 18 | Mémère reçoit                        | J. A. Bertrand (un invité) Irène Dansereau (une invitée) Pierre Desrosiers (un invité) Adelina Larose (une invitée) Wilfrid Legault (un invité) Michel Noël (le grand-père Brodeur) Roland Roy (un invité) Olivette Thibault (la grand-mère Brodeur) et Nana de Varennes (l'arrière-grand-mère) | 31 décembre 1972   |
| 19 | Chagrin d'amour                      | André Bertrand (le barman) Denise Morelle (Mlle Touchette) Christiane Pasquier (Valérie) Michel Pasquier (figurant) Jo-Ann Querel (figurante) et André de Repentigny (figurant) | 7 janvier 1973     |
| 20 | Isabelle rencontre un comédien       | Jean Chicoine (François) et Serge Thériault (Étienne Allaire) | 14 janvier 1973    |
| 21 | Martin veut quitter la maison        | Alpha Boucher (M. Racine) Denise Dubreuil (Mme Racine) et François Pratte (Michel) | 21 janvier 1973    |
| 22 | La famille console Germain           | Hélène Lasnier (Louisette) | 4 février 1973     |
| 23 | Gérard et Émile travaillent le soir  | Denise Morelle (Mlle Touchette) Ginette Morin (Liliane Plamondon) Michel Noël (le grand-père Brodeur) et Olivette Thibault (la grand-mère Brodeur) | 11 février 1973    |
| 24 | L'Empoisonnement                     | Michel Noël (le grand-père Brodeur) Olivette Thibault (la grand-mère Brodeur) et Nana de Varennes (l'arrière-grand-mère) | 18 février 1973    |
| 25 | L'Anniversaire de Martin             | Michel Noël (le grand-père Brodeur) Olivette Thibault (la grand-mère Brodeur) et Nana de Varennes (l'arrière-grand-mère) | 25 février 1973    |
| 26 | Rencontre                            | Louise April (une serveuse) Jean-Noël Bourdouxhe (figurant) Lucille Cousineau (Mme Allaire) Luc Gingras (figurant) Georges Groulx (M. Allaire) Danièle Lorain (Rosanne Allaire) Nicole Phaneuf (figurante) Louise Rinfret (figurante) Serge Thériault (Étienne Allaire) et Anne Villeneuve (figurante) | 4 mars 1973        |
| 27 | Le Frère de Gérard                   | Clémence DesRochers (Gaby Nantais-Tremblay) Émile Genest (Henri Tremblay) Paul Guèvremont (Anthime) Ovila Légaré (le grand-père Tremblay) Jean-Pierre Masson (Rosaire) et Gilles Pellerin (Tancrède) | 11 mars 1973       |
| 28 | Germain à l'hôpital                  | Katherine Mousseau (une infirmière) et Daniel Tremblay (Claude Routhier) | 18 mars 1973       |
| 29 | Fernande se croit enceinte           | | 25 mars 1973       |
| 30 | Poisson d'avril                      | Robert Gendreau (un voleur) | 1er avril 1973     |
| 31 | La Curiosité de Nicole               | Sophie Berhelet (Dominique Routhier) Katherine Mousseau (une infirmière) et Daniel Tremblay (Claude Routhier) | 8 avril 1973       |
| 32 | La Découverte                        | Sophie Berhelet (Dominique Routhier) Francine Dionne (Hélène Routhier) et Daniel Tremblay (Claude Routhier) | 15 avril 1973      |
| 33 | Pâques à Saint-Zénon                 | Clémence DesRochers (Gaby Nantais-Tremblay) Ovila Légaré (le grand-père Tremblay) Michel Noël (le grand-père Brodeur) Marcel Sabourin (le curé de Saint-Zénon) Olivette Thibault (la grand-mère Brodeur) et Nana de Varennes (l'arrière-grand-mère) | 22 avril 1973      |
| 34 | La Première fête d'enfants de Martin | Caroline Barnwell (une fillette) Gilbert Comtois (le père d'Annie) Josée Fréchette (une fillette) Marc Labrèche (Pierre) François Pratte (Michel) Martine Pratte (Annie) Claude Roy (Marc) et Sophie Thibault (une fillette) | 29 avril 1973      |
| 35 | Séance de cinéma-vérité              | Jean Chicoine (François) et Serge Thériault (Étienne Allaire) | 6 mai 1973         |
| 36 | La Fête des mères                    | Michel Noël (le grand-père Brodeur) Olivette Thibault (la grand-mère Brodeur) et Nana de Varennes (l'arrière-grand-mère) | 13 mai 1973        |
| 37 | Enfin, les vacances                  | Louise Bertrand (une enfant) Louise Dion (une enfant) Claude Doucet (un enfant) Yvon Dufour (M. Riendeau) Marie Eliess (une enfant) Pierre Frenette (un enfant) Jules Joly (un enfant) Denise Morelle (Mlle Touchette) Ginette Morin (Mme Plamondon) Marcel Morin (un enfant) Michel Normandin (un enfant) Marie-Thérèse Rouget (une enfant) et René Séguin (un enfant) | 20 mai 1973        |

### Cinquième saison (1973-1974)
La cinquième saison de Quelle Famille est composée des 36 épisodes suivants :
| №        | Titre                               | Distribution additionnelle | Première diffusion           |
| -------- | ----------------------------------- | --- | ---------------------------- |
| 1        | La Voiture de Germain               | | 2 septembre 1973             |
| 2        | La Rentrée                          | Michel Bachand (un élève) Céline Beaudoin (une élève) Josée Chartrand (une élève) Michèle Craig (conseiller pédagogique) Anne Dandurand (une élève) Pierrette Delisle (conseiller pédagogique) Daniel Gauthier (un élève) André Gosselin (un élève) Réjean Guénette (un élève) Jacques Jalbert (un élève) Liliane Jolin (la secrétaire) Pauline Martin (une élève) Marc Messier (Philippe) Michel Noël (le grand-père Brodeur) Claude Poirier (un élève) Danielle Proulx (une élève) Anouk Simard (une élève) Olivette Thibault (la grand-mère Brodeur) et Nana de Varennes (l'arrière-grand-mère) | 9 septembre 1973             |
| 3        | Jalousie                            | Louise April (la serveuse) Francine Arel (figurante) Denis Brosseau (figurant) Jean Chicoine (François) Guy Lelarge (figurant) Nadine Marchand (figurante) Jo-Ann Querel (Dorothée) et Serge Thériault (Étienne Allaire) | 16 septembre 1973            |
| 4        | Un Moment difficile pour Nicole     | Louise Archambault (une adolescente) Charlie Beauchamp (un clochard) Ronald France (Marcel) Gervais Gaudreau (un adolescent) et Anne Villeneuve (Hélène) | 23 septembre 1973            |
| 5        | Fernande au Cégep                   | Charlie Beauchamp (figurant) Jacques Bilodeau (Henri) Jean-Noël Bourdouxhe (figurant) Denis Brosseau (figurant) Paul Champoux (figurant) Gilbert Chénier (Paul) Raymond Comeau (Ti-Pit) Jean-Paul Daze (figurant) Alain Fournier (figurant) J. Léo Gagnon (M. Théberge) René Gagnon (figurant) Paul-Émile Gamache (figurant) Luc Gingras (figurant) Pierre Guénette (figurant) Roland Jetté (figurant) Dominic Lavallée (figurant) Claude Ravenelle (figurant) et Daniel Simard (figurant) | 30 septembre 1973            |
| 6 et 7   | Jeannot Brodeur                     | Nicole Blackburn (figurante) Jacques Charron (figurant) Janette Deguire (figurante) Suzanne Deslongchamps (une infirmière) Diane Guérin (une infirmière) Marjolaine Hébert (Marguerite Brodeur) Laurette Lebrun (figurante) Jean-Pierre Leduc (un infirmier) Michel Noël (le grand-père Brodeur) Éric Paul-Hus (Jeannot Brodeur) Claude Régent (figurant) José Rettino (figurant) Pascal Rollin (un médecin) Olivette Thibault (la grand-mère Brodeur) Luce Triganne (figurante) Nana de Varennes (l'arrière-grand-mère) Antoinette Verville (figurante) et Lionel Villeneuve (Yves Brodeur)       | 7 et 21 octobre 1973         |
| 8        | Marie-Josée est mystérieuse         | Alain Vleminckx (un ami de Marie-Josée) | 28 octobre 1973              |
| 9        | Les Plaisanteries au téléphone      | Danièle Lorain (Carmen Allaire) et Serge Thériault (Étienne Allaire) | 4 novembre 1973              |
| 10       | Le Nouvel ami de Nicole             | Gilles Pelletier (Marco) | 11 novembre 1973             |
| 11       | La Jalousie de Martin               | Dominique Gagné (Josette) Michel Noël (le grand-père Brodeur) Éric Paul-Hus (Jeannot Brodeur) Olivette Thibault (la grand-mère Brodeur) et Nana de Varennes (l'arrière-grand-mère) | 18 novembre 1973             |
| 12       | Marie-Josée veut rester célibataire | Louise April (la serveuse) Serge Chartrand (figurant) Jean Demers (figurant) Diane Garcia (une amie de Marie-Josée) Sylvie Garcia (Suzanne) Richard Godbout (figurant) Diane Houle (figurante) Joanne Lorion (figurant) Nicole Lorion (figurante) Raymond Lorion (figurant) Michel Noël (le grand-père Brodeur) Michel Renaud (figurant) François Roy (figurant) Diane Toupin (Marie-Claude) et Pierre Tremblay (figurant) | 25 novembre 1973             |
| 13       | Les Parents n'acceptent pas Marco   | Anne Caron (une voix) Éric Paul-Hus (Jeannot Brodeur) et Gilles Pelletier (Marco) | 2 décembre 1973              |
| 14       | Isabelle veut faire du cinéma       | Éric Paul-Hus (Jeannot Brodeur) Jo-Ann Querel (Dorothée) Louis de Santis (Éric Bonnefoy) et Serge Thériault (Étienne Allaire) | 9 décembre 1973              |
| 15       | Germain et l'auto de son père       | Michel Noël (le grand-père Brodeur) Éric Paul-Hus (Jeannot Brodeur) Jo-Ann Querel (Dorothée) et Serge Thériault (Étienne Allaire) | 16 décembre 1973             |
| 16       | La Drogue                           | Hélène Bérubé (une étudiante) Robert Bouchard (un étudiant) Maurice Brunelle (un étudiant) Josée Charest (une étudiante) Josée Cusson (une étudiante) Pierre Deschamps (un étudiant) Diane Dufort (Lise) Robert Gendreau (un étudiant) Luc Gingras (un étudiant) Gaétane Lamoureux (une étudiante) Monique Leblanc (une étudiante) André Lemieux (un étudiant) Marc Messier (Jean-Guy) Julie Morand (Sophie) Jean-René Ouellet (un professeur) Murielle Paquette (Marielle) et José Turgeon (Micheline)                                                                                            | 23 décembre 1973             |
| 17       | Célébration de Noël                 | Robert Alary (figurant) François Beaulieu (figurant) André Breault (figurant) Richard Faillon (figurant) Daniel Gadouas (Jos) Germain Gauthier (figurant) Louise Lapierre (figurante) Marie Létourneau (figurante) Denise Morelle (Mlle Touchette) Judith Ouimet (figurante) Claire Patry (figurante) Richard Patry (figurant) Béatrice Picard (Albertine Riendeau) Jo-Ann Querel (Dorothée) Jojo Robinson (figurante) Louis Robitaille (figurant) Jean-Hugues Rochette (figurant) Serge Thériault (Étienne Allaire) et Eddy Toussaint (figurant)                                                  | le lundi 24 décembre 1973    |
| 18       | Les Sports à la télé                | Jean-Maurice Bailly (Jean-Maurice Bailly) René Lecavalier (René Lecavalier) Michel Noël (le grand-père Brodeur) Éric Paul-Hus (Jeannot Brodeur) Olivette Thibault (la grand-mère Brodeur) et Nana de Varennes (l'arrière-grand-mère) | 6 janvier 1974               |
| 19       | Un Étudiant du bas du fleuve        | Diane Dufort (figurante) Daniel Gadouas (Jos) Robert Gendreau (figurant) Luc Gingras (figurant) Mario Lirette (Magela) et José Turgeon (figurante) | 13 janvier 1974              |
| 20 et 21 | Les Difficultés du père de Gérard   | Clémence DesRochers (Gaby Nantais-Tremblay) Paul Guèvremont (Anthime) Ovila Légaré (le grand-père Tremblay) Jean-Pierre Masson (Rosaire) et Gilles Pellerin (Tancrède) | 27 janvier et 3 février 1974 |
| 22       | Les Amours de Martin                | Michel Noël (le grand-père Brodeur) Éric Paul-Hus (Jeannot Brodeur) Jo-Ann Querel (Dorothée) Serge Thériault (Étienne Allaire) Olivette Thibault (la grand-mère Brodeur) et Nana de Varennes (l'arrière-grand-mère) | 10 février 1974              |
| 23       | Courir deux lièvres à la fois...    | Anne-Marie Provencher (Marcelle Dubuc) Jo-Ann Querel (Dorothée) et Serge Thériault (Étienne Allaire) | 17 février 1974              |
| 24       | La Libération de la femme           | Hughette Proulx (elle-même) | 24 février 1974              |
| 25       | La Demande en mariage               | Michel Noël (le grand-père Brodeur) Olivette Thibault (la grand-mère Brodeur) Éric Paul-Hus (Jeannot Brodeur) Serge Thériault (Étienne Allaire) et Nana de Varennes (l'arrière-grand-mère) | 3 mars 1974                  |
| 26       | Marie-Josée veut se faire des amis  | Mario Bigras (un garçon) Louis-Marie Dansereau (un garçon) Daniel Gadouas (Jos) Diane Garcia (une amie) Sylvie Garcia (une amie) Mario Lirette (Magella) Éric Paul-Hus (Jeannot Brodeur) Yvan Roy (un garçon) et Diane Toupin (une amie) | 10 mars 1974                 |
| 27       | Marie-Josée et son correspondant    | Jo-Ann Querel (Dorothée) Manuel Ribeiro (Manuel) Serge Thériault (Étienne Allaire) | 17 mars 1974                 |
| 28       | Week-end dans le Nord               | Philippe Arnaud (figurant) Réal Béland (l'aubergiste) Élizabeth Chouvalidzé (Tania) Lorraine Daigle (figurante) René Gagnon (figurant) France Laverdière (figurante) Réginald Lebrun (figurant) Nicole Lecavalier (figurante) Suzanne Lévesque (Figurante) Astrid Noël (figurante) Daniel Pilon (un vacancier) Donald Pilon (un vacancier) et Jan Reymond (figurant) | 24 mars 1974                 |
| 29 et 30 | Gérard a perdu son emploi           | Michel Noël (le grand-père Brodeur) Éric Paul-Hus (Jeannot Brodeur) Olivette Thibault (la grand-mère Brodeur) | 31 mars et 7 avril 1974      |
| 31       | La Cartomancienne                   | Amulette Garneau (une ménagère) Jean-Louis Millette (un garçon timide) Jacqueline Plouffe (une dame) et Denise Proulx (Rose) | 14 avril 1974                |
| 32       | Margot veut garder Jeannot          | Marjolaine Hébert (Marguerite Brodeur) Michel Noël (le grand-père Brodeur) Éric Paul-Hus (Jeannot Brodeur) Olivette Thibault (la grand-mère Brodeur) et Nana de Varennes (l'arrière-grand-mère) | 21 avril 1974                |
| 33       | Tante Titite chez les Tremblay      | Muriel Berger (tante Titite) et Raymond Guilbault (un chauffeur de taxi) | 28 avril 1974                |
| 34       | Une Maison sur la Rive-Sud          | Michel Noël (le grand-père Brodeur) Olivette Thibault (la grand-mère Brodeur) et Nana de Varennes (l'arrière-grand-mère) | 5 mai 1974                   |
| 35       | La Vente des vieux meubles          | Colette Courtois (Mme Courcy) Madeleine Davis (une vieille demoiselle) Anne-Marie Ducharme (une vieille demoiselle) Yves Massicotte (M. Courcy) Michel Noël (le grand-père Brodeur) Olivette Thibault (la grand-mère Brodeur) et Nana de Varennes (l'arrière-grand-mère) | 12 mai 1974                  |
| 36       | Le Déménagement                     | Andrée Boucher (Mme Rompré) Paul-Émile Gamache (un déménageur) Roger Garand (M. Rompré) Michel Noël (le grand-père Brodeur) Olivette Thibault (la grand-mère Brodeur) et Nana de Varennes (l'arrière-grand-mère) | 19 mai 1974                  |

## Archives
Les archives de l'émission Quelle famille ! sont parcellaires. En 2003, un coffret DVD regroupant les 39 épisodes préservés est mis sur le marché. Le script d'un épisode de 1970, donné par Alain Zouvi, est conservé dans le fonds Amulette Garneau à BAnQ Vieux-Montréal depuis 2014. Le fonds Janette Bertrand, conservé dans le même centre d'archives, contient pour sa part de la correspondance d'admirateurs de l'émission et une revue de presse européenne. Les scripts de la cinquième saison (1973-1974) de Quelle famille!,  donnés par Gabriel Martin, sont conservés dans ce fonds depuis 2021.